# Pendant Ridge
Pendant Ridge (englisch für Anhängselkamm) ist ein 5 km langer Gebirgskamm in der antarktischen Ross Dependency. Im Königin-Maud-Gebirge erstreckt er sich 2,5 km nordwestlich des Simplicity Hill in südwestlicher Richtung zur Mündung des McGregor-Gletschers in den Shackleton-Gletscher.
Eine Mannschaft der Texas Tech University zur Erkundung des Shackleton-Gletschers zwischen 1964 und 1965 nahm die Benennung vor. Namensgebend ist der Umstand, dass ein pyramidenförmiger Berggipfel am südlichen Ausläufer des Gebirgskamm so erscheint, als würde er von diesem wie ein Schmuckanhänger herabhängen.